# Trichargyrus jaxartensis
Trichargyrus jaxartensis är en stekelart som beskrevs av Dzhanokmen 1989. Trichargyrus jaxartensis ingår i släktet Trichargyrus och familjen puppglanssteklar.
Artens utbredningsområde är Kazakstan. Inga underarter finns listade i Catalogue of Life.